# Evangelium Vitae

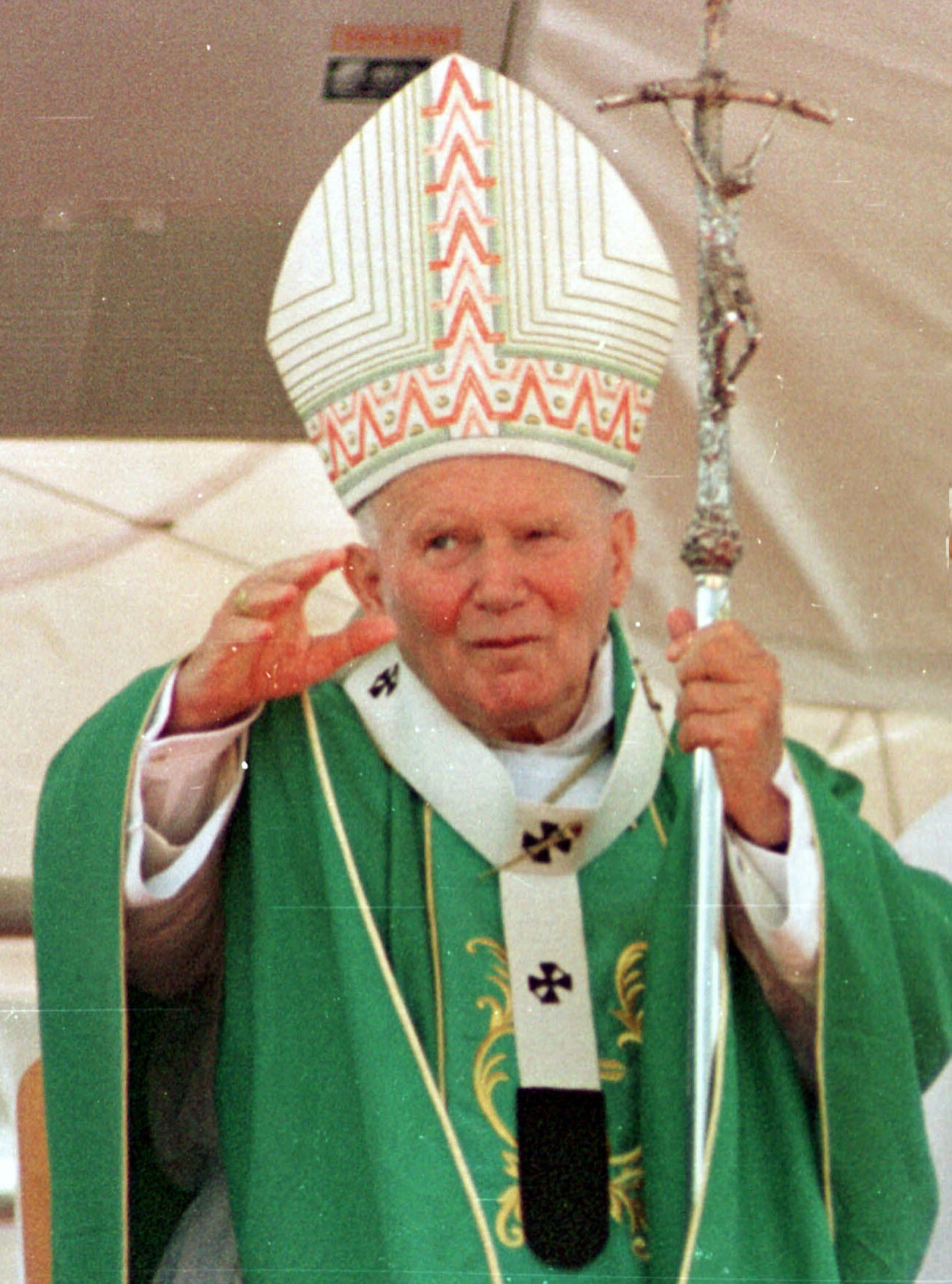
Påve Johannes Paulus II (1997)

Evangelium Vitae (svenska: Livets evangelium) är en encyklika promulgerad av påve Johannes Paulus II den 25 mars 1995. Encyklikan avhandlar det mänskliga livets värde och okränkbarhet.
Påven fastslår bland annat att självvald abort "är ett ytterst allvarligt brott mot den moraliska ordningen" (nr. 62; originaltext in extenso: "declaramus abortum recta via procuratum, sive uti finem intentum seu ut instrumentum, semper gravem prae se ferre ordinis moralis turbationem, quippe qui deliberata exsistat innocentis hominis occisio").

### Fotnoter
1. ↑  John Sjögren (7 mars 2016). ”Dödshjälp är ett nederlag för vården” (på svenska). Svenska dagbladet. https://www.svd.se/dodshjalp-ar-ett-nederlag-for-varden. Läst 22 oktober 2017.